# 47293 Масаміцу
47293 Масаміцу (47293 Masamitsu) — астероїд головного поясу, відкритий 16 листопада 1999 року.
Тіссеранів параметр щодо Юпітера — 3,503.